# Montalzat
Montalzat é uma comuna francesa na região administrativa de Occitânia, no departamento de Tarn-et-Garonne. Estende-se por uma área de 27,5 km². Em 2010 a comuna tinha 674 habitantes (densidade: 24,5 hab./km²).